# 六角広雄
六角 広雄（ろっかく ひろお）は、江戸時代中期の高家旗本。高家六角家5代当主。

## 略歴
享保11年（1726年）、旗本・大沢定時の次男として誕生。実父・定時は高家旗本・大沢家の一族である。定時の祖父・左兵衛基哲は、高家旗本大沢基重の三男で分家し、長崎奉行などを歴任した。
寛保3年（1743年）3月7日、六角広満の末期養子として家督を相続する。同年3月19日、8代将軍・徳川吉宗に御目見する。
延享4年（1747年）10月9日、死去した。享年22。正室・子女共になく、実弟の広孝（大沢定時の四男）を末期養子に迎えた。